# Chieko Homma
Chieko Homma (本間 知恵子?, Homma Chieko; 5 novembre 1964) è un'ex calciatrice giapponese.

## Carriera

### Nazionale
Nel giugno 1981, Homma è convocata nella Nazionale maggiore in occasione della Coppa d'Asia 1981, dove esordisce nella prima partita in assoluto della sua Nazionale, contro Taipei Cinese. In tutto, Homma ha giocato 3 partite con la Nazionale nipponica.

## Statistiche

### Cronologia presenze e reti in nazionale
| Cronologia completa delle presenze e delle reti in nazionale ― Giappone | Cronologia completa delle presenze e delle reti in nazionale ― Giappone | Cronologia completa delle presenze e delle reti in nazionale ― Giappone | Cronologia completa delle presenze e delle reti in nazionale ― Giappone | Cronologia completa delle presenze e delle reti in nazionale ― Giappone | Cronologia completa delle presenze e delle reti in nazionale ― Giappone | Cronologia completa delle presenze e delle reti in nazionale ― Giappone | Cronologia completa delle presenze e delle reti in nazionale ― Giappone |
| Data                                                                    | Città                                                                   | In casa                                                                 | Risultato                                                               | Ospiti                                                                  | Competizione                                                            | Reti                                                                    | Note                                                                    |
| ----------------------------------------------------------------------- | ----------------------------------------------------------------------- | ----------------------------------------------------------------------- | ----------------------------------------------------------------------- | ----------------------------------------------------------------------- | ----------------------------------------------------------------------- | ----------------------------------------------------------------------- | ----------------------------------------------------------------------- |
| 7-6-1981                                                                | Hong Kong                                                               | Giappone                                                                | 0 – 1                                                                   | Taipei cinese                                                           | Coppa d'Asia 1981                                                       | -                                                                       |                                                                         |
| 11-6-1981                                                               | Hong Kong                                                               | Giappone                                                                | 0 – 2                                                                   | Thailandia                                                              | Coppa d'Asia 1981                                                       | -                                                                       |                                                                         |
| 13-6-1981                                                               | Hong Kong                                                               | Giappone                                                                | 1 – 0                                                                   | Indonesia                                                               | Coppa d'Asia 1981                                                       | -                                                                       |                                                                         |
| Totale                                                                  |                                                                         | Presenze                                                                | 3                                                                       |                                                                         | Reti                                                                    | 0                                                                       |                                                                         |